# Congonhinhas
Congonhinhas est une municipalité brésilienne située dans l'État du Paraná.